# Трипольский, Рувин Израйлевич
Рувин Израйлевич Трипольский (1946—2020) — советский и российский учёный, педагог и организатор науки, доктор философских наук (1996), профессор (1997). Ректор Мурманского арктического государственного университета (2001—2008).

## Биография
Родился 2 августа 1946 года в Перми, в семье участника Великой Отечественной войны, подполковника Израиля Самуиловича Трипольского (1919—?), уроженца Золотоноши, кавалера двух орденов Красной Звезды.
С 1964 года после окончания Пермского авиационного техникума начал работать в должности техника-технолога и инженера на Пермском моторостроительном конструкторском бюро. С 1971 по 1976 год обучался на философском факультете Уральского государственного университета. В 1982 году окончил аспирантуру при Философском факультете МГУ.
С 1976 по 1978 год на педагогической работе в Курском политехническом институте в должности преподавателя кафедры философии. С 1978 по 1991 год на педагогической работе в Пермском политехническом институте в должностях: ассистент, преподаватель и старший научный сотрудник. С 1991 по 2000 год на научно-исследовательской работе в Институте экономических проблем КНЦ РАН в должности заведующего отделом экономики и организации, социальных исследований Севера, одновременно с 1997 по 2000 года занимался педагогической работой в Петрозаводском государственном университете в должности декана гуманитарного факультета.
В 1996 году он защитил диссертацию на соискание учёной степени доктор философских наук по теме: «Эволюция философских оснований экономического мышления: от социальной механики к гуманистической парадигме», в 1997 году ему было присвоено учёное звание — профессор. С 2000 по 2001 год и. о. ректора, с 2001 по 2008 год — ректор Мурманского арктического государственного университета. С 2012 по 2020 год заведующий кафедрой философии, истории и социологии и советник ректора Мурманского государственного технического университета.
Помимо основной деятельности занимался и общественно-политической работой: с 2007 по 2011 год — депутат Мурманской областной думы IV созыва и председатель Комитета по науке, образованию и культуре. Трипольский являлся автором более шестидесяти научных трудов, в том числе и двух монографий.
Скончался 29 июля 2020 года в Мурманске.